# Tombeau d'Akhenaton
Le tombeau d'Akhenaton (tombe 26), situé dans l'oued royal à Amarna, est le lieu de sépulture du pharaon Akhenaton, de la XVIIIe dynastie.

## Disposition
Une volée de vingt marches, avec un plan incliné central, mène à la porte et à un long couloir droit descendant. À mi-chemin de ce couloir, une suite de pièces inachevées (peut-être destinées à Néfertiti). Le couloir principal continue de descendre et, sur la droite, bifurque vers une deuxième suite de pièces.
Le couloir descend ensuite par des marches dans une antichambre, puis dans la chambre funéraire à piliers où son sarcophage de granit repose dans un léger creux dans le sol. Il était décoré de sculptures représentant Néfertiti, déesse protectrice, et des disques solaires omniprésents d'Aton.

## Décoration

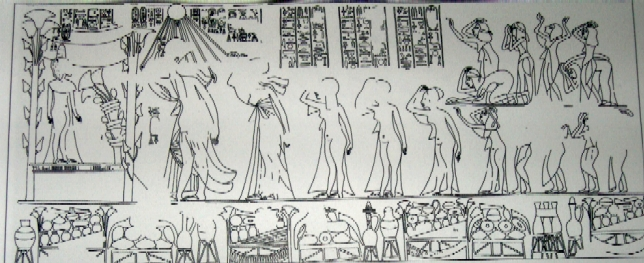
Scène de la tombe

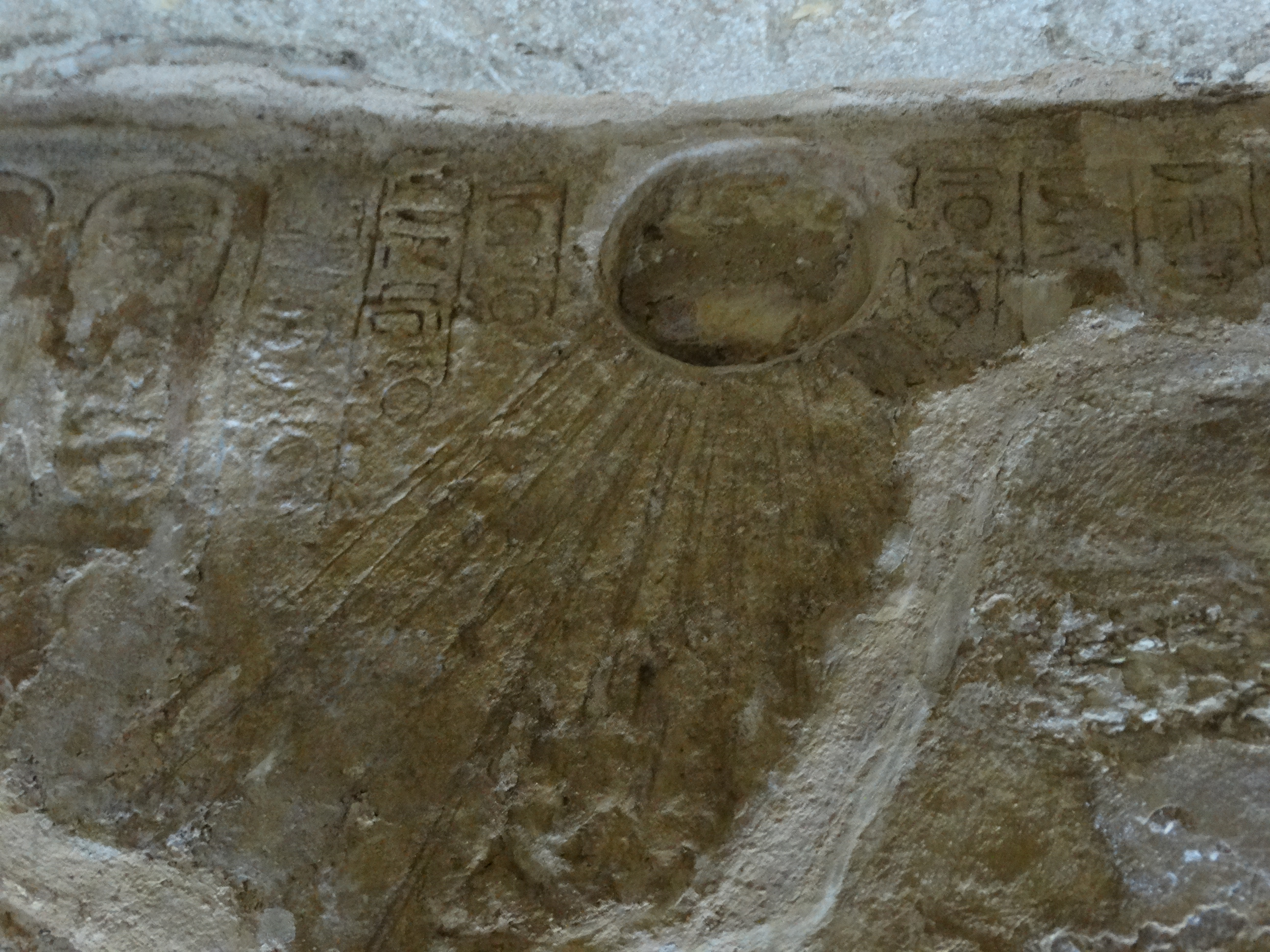
Bas-relief représentant le soleil dans la tombe

La deuxième suite de trois chambres (appelées Alpha, Bêta et Gamma) est censée avoir servi à l'inhumation de Mâkhétaton, la deuxième fille d'Akhenaton. Deux des chambres (Alpha et Gamma) sont décorées et représentent des scènes très similaires : dans la chambre Alpha, Akhenaton et Néfertiti se penchent sur le corps inerte d'une femme, pleurant et se tenant par le bras pour se soutenir. À proximité, une nourrice tient un bébé dans ses bras, accompagnée d'un porteur d'éventail, ce qui indique le statut royal du bébé. Les noms figurant dans la scène ont été effacés. Dans la chambre Gamma, une scène très similaire est montrée ; ici, les hiéroglyphes identifient la jeune femme morte comme étant Mâkhétaton. Dans la même chambre, une autre scène montre Mâkhétaton debout sous un dais, généralement associé à l'accouchement, mais qui peut aussi être interprété comme représentant la renaissance de la princesse. Devant elle, parmi les courtisans, se tiennent Akhenaton, Néfertiti et leurs trois autres filles, Mérytaton, Ânkhésenpaaton et Néfernéferouaton Tasherit. La présence d'un bébé royal fait croire que la jeune princesse est morte en couches (dans ce cas, le père est très probablement Akhenaton lui-même, qui a épousé sa fille), mais cela ne peut être prouvé.
De grandes parties de la décoration ont été détruites par des inondations.

## Après l'enterrement

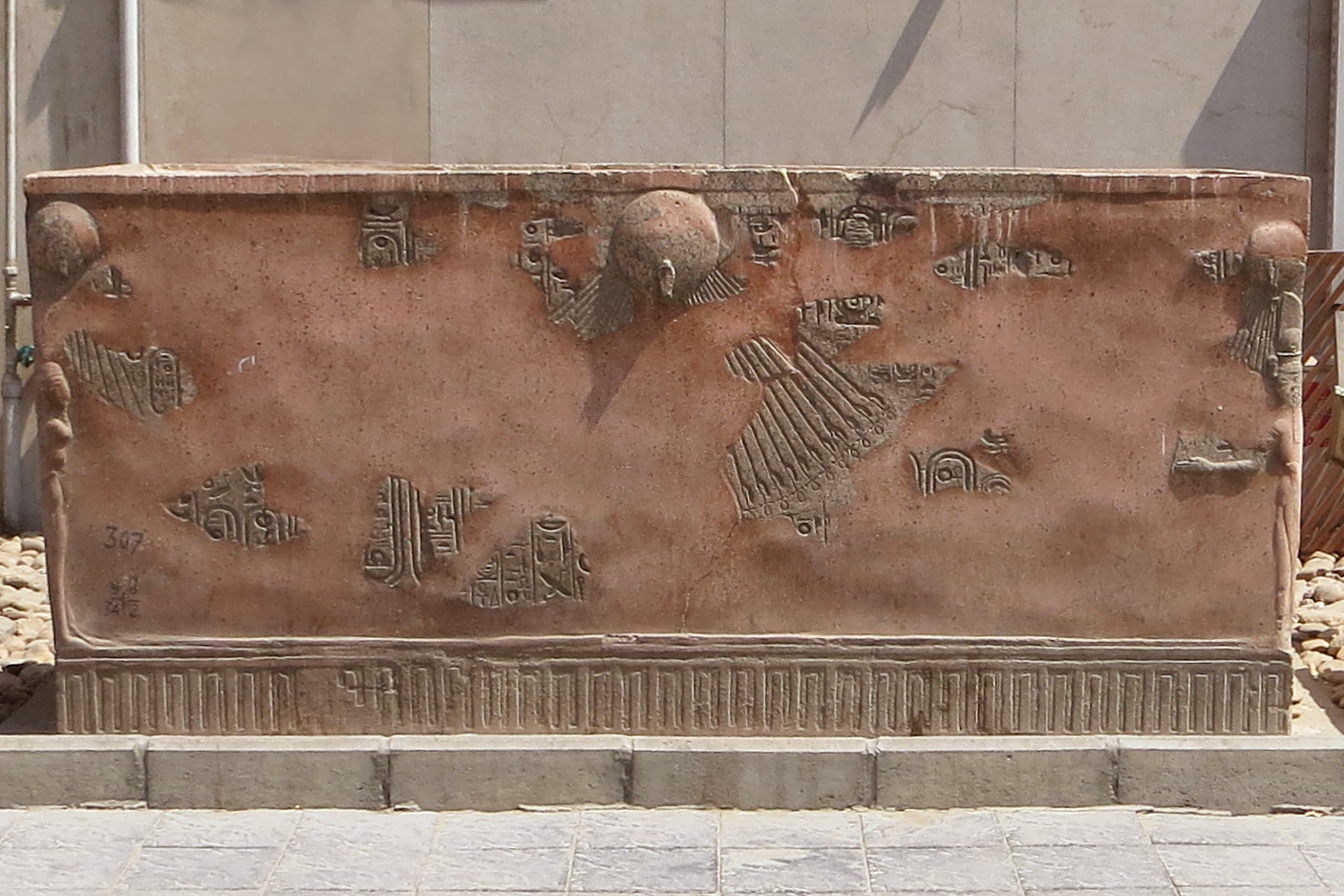
Sarcophage reconstruit, Musée égyptien du Caire

Le corps d'Akhenaton a probablement été déplacé après le retour de la cour à Thèbes, et ré-enterré dans la vallée des Rois, probablement dans KV55. Son sarcophage a été détruit, mais il a été reconstruit et se trouve maintenant dans le jardin du Musée égyptien du Caire.

## Fouille
La tombe a été fouillée par Alexandre Barsanti, en 1893-1894.